# Victor Forssell

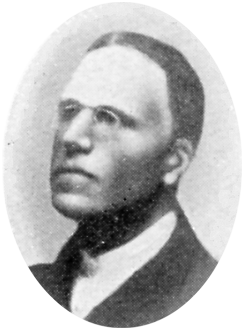
Victor Forssell, Foto aus einem zeitgenössischen Lexikon

Victor Reinhold Forssell (* 19. Juni 1846 in Sala, Västmanland, Schweden; † 16. August 1931 im Kirchspiel Nacka bei Stockholm) war ein schwedischer Landschafts-, Tier- und Genremaler.

## Leben

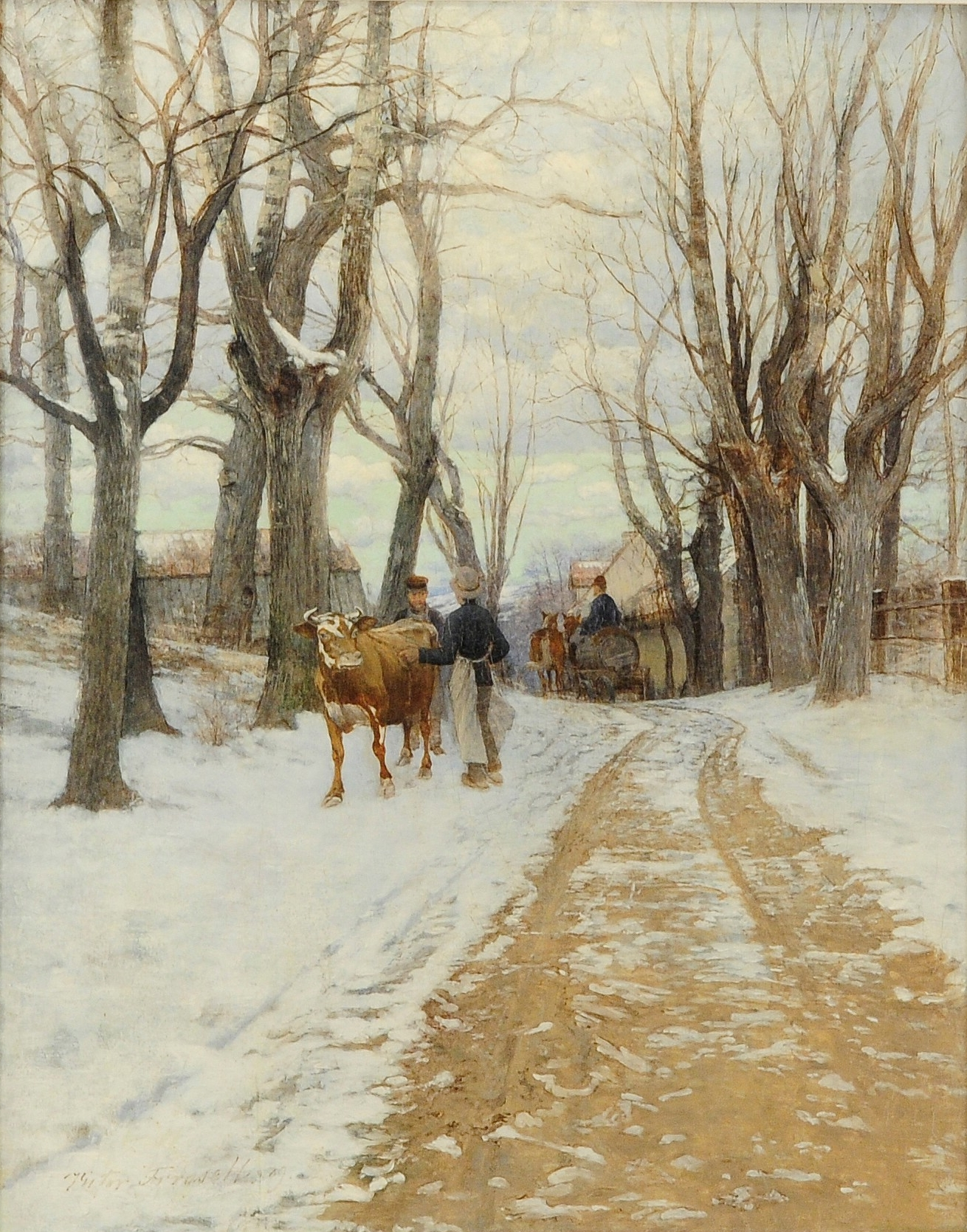
Vinterväg (Winterliche Szene auf einem Weg)

Forssell, außereheliches Kind eines Beamten der Silbermine von Sala und der Müllerstochter Beata Forssell, besuchte in den Jahren 1855 bis 1861 die Grundschule von Sala. Ab 1865 studierte er an der Kunstakademie Stockholm Malerei. Dort war er Schüler der Landschaftsmaler Edvard Bergh und Per Daniel Holm. 1877 brach er auf eigene Kosten zu einer Studienreise auf, die ihn in verschiedene europäische Kunstzentren führte, zunächst nach Düsseldorf und Paris, dann auch nach London und Antwerpen. Zurück in seinem Heimatland bereiste er zu sommerlichen Studien Süd- und Mittelschweden, in den 1880er Jahren mehrmals die Insel Gotland. In den 1890er Jahren unternahm er Reisen nach Dänemark, Norwegen und Großbritannien. 1897 starb seine Mutter, mit der er am Stadtrand Stockholms zusammen gewohnt hatte. 1902 erhielt Forssell von der Königlich Schwedischen Akademie der Wissenschaften den mit einem Künstlerhonorar dotierten Auftrag, die „Tierstaffage in der Landschaft“ zu unterrichten. Dieser Unterricht fand in Skansen und in der Umgebung Stockholms statt. 1912 zog er in das Herrenhaus Stora Sickla bei Stockholm (in der heutigen Gemeinde Nacka). Nach einem Unfall, den er in den 1920er Jahren erlitten hatte, konnte er sich nur noch auf Krücken bewegen. Betreut durch die Akademie zog er in das ebenfalls bei Stockholm gelegene Pflegeheim Solsunda, wo er im Alter von 85 Jahren starb.

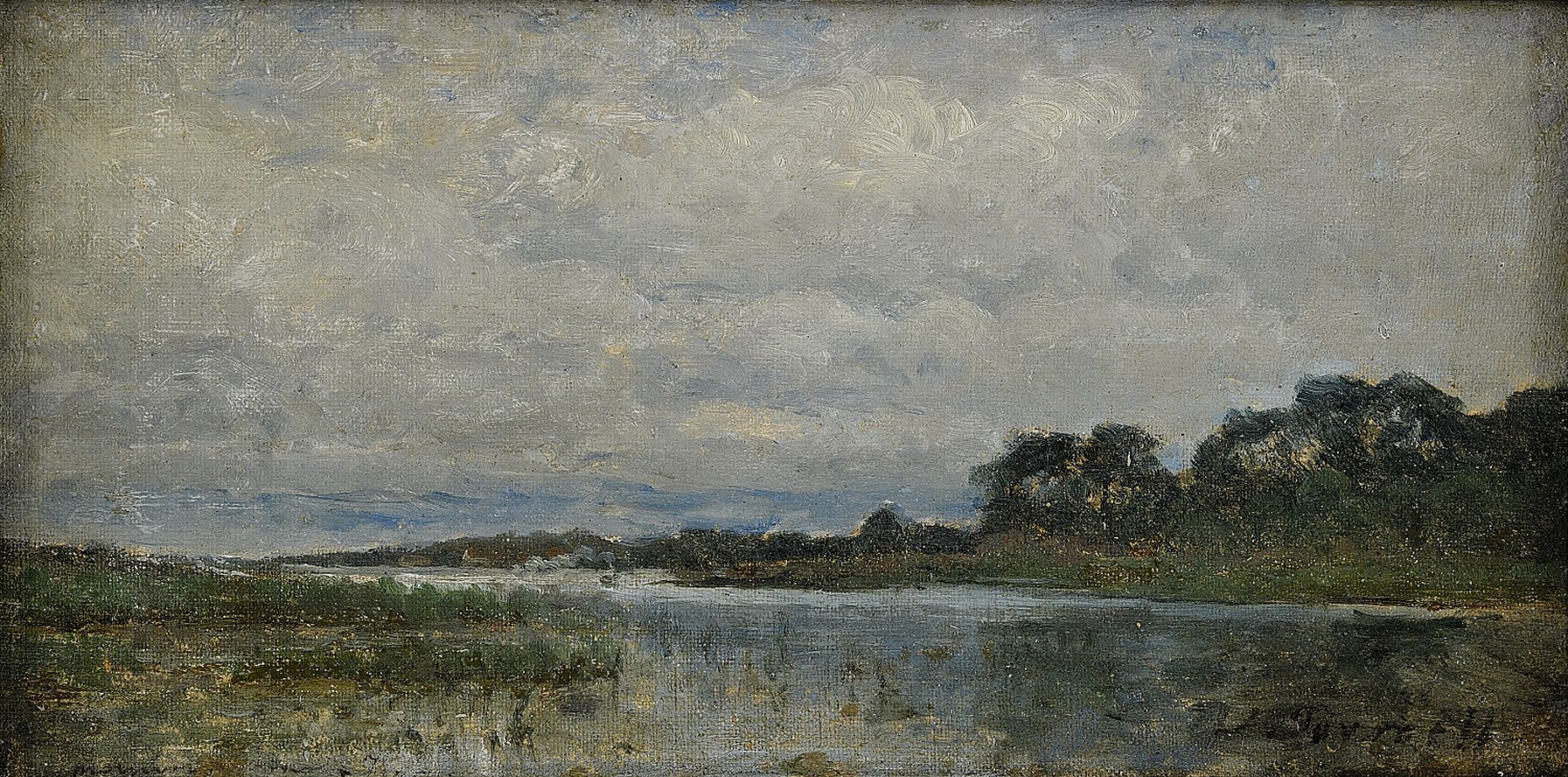
Ölstudie zu einem Landschaftsmotiv aus der Umgebung Stockholms

Als Verehrer der Helena Petrovna Blavatsky und der von ihr begründeten Richtung der Theosophie pflegte Forssell ein pantheistisches Weltbild. Forssell malte vor allem schwedische Landschaften, häufig Motive aus der Umgebung Stockholms, die er als Paysage intime oder als realistische Straßenszenen porträtierte.
Nach dem Ersten Weltkrieg war Forssell fast vergessen, als eine Gemeinschaftsausstellung im Liljevalchs konsthall seine Landschaftsmalerei, die heute einen festen Platz in der Geschichte der schwedischen Freilichtmalerei einnimmt, im Jahr 1921 wieder ins öffentliche Bewusstsein rief. Nach seinem Tod wurde Forssell durch mehrere Gedenkausstellungen geehrt.